# Ivana Miño
Ivana Miño és una actriu catalana de cinema, teatre i televisió.

## Biografia
Ivana Judith Miño Moncunill va estudiar al Liceu Francès de Barcelona, on va descobrir la seva passió pel ball i el teatre, encara que en acabar el col·legi va ingressar a la Facultat de Biologia fins que es va llicenciar, deixant de costat les seves ganes d'actuar. Mentrestant, va seguir prenent classes de dansa i perfeccionant el seu domini de l'anglès. Va obtenir el Proficiency a l'edat de 17 anys.
Durant alguns anys va combinar el seu treball com a professora de dansa a diverses escoles amb el de traductora científica de la Universitat de Barcelona. Després va passar una temporada a Londres, on va tornar a despertar-se el seu interès pel món del teatre. En tornar, es va presentar a les proves d'accés de l'escola d'art dramàtic Nancy Tuñón de Barcelona, on va cursar els tres anys de la carrera, que va compaginar amb la seva participació en curtmetratges, anuncis i obres de teatre de petit format.

## Activitat professional
En acabar l'any 2007, va fer la seva primera pel·lícula a Mèxic, Guadalupe, compartint cartell amb l'Angélica Aragon, José Carlos Ruiz i Pedro Armendáriz Jr. Just després va entrar a formar part d'una sèrie de gran èxit de la televisió catalana, Ventdelplà, on va interpretar durant diverses temporades a Nicole, una grangera australiana. Va ser el seu primer paper com a estrangera. L'any següent, la van seleccionar per a l'obra de teatre Carta d'una desconeguda, de Stefan Zweig, dirigida per Fernando Bernués.
A partir de l'any 2008 ha realitzat diverses pel·lícules de parla anglesa, treballant de la mà de directors com Rodrigo Cortés (Buried), al costat d'actors com Timothy Hutton (Reflections), Robert Englund (The Night of the Sinner) i Michael Ironside (Transgression).
Des d'aleshores ha seguit formant-se en diversos àmbits artístics com la lluita escènica (Rosa Nicolás), teatre de Shakespeare (Will Keen), teatre físic (Thomas Prattki), tècnica Meisner (Javier Galitó) i recerca teatral (Andrés Lima i Sol Picó), entre d'altres.
També ha seguit alternant treballs en cinema, televisió, teatre, videoclips, alguna gran campanya publicitària i dansa. Des del 2012 col·labora amb la companyia de dansa Els Filles Föllen, premi 2012 de Nous talents de l'Associació de professionals de la dansa de Catalunya, amb l'espectacle Escena simultània, una col·laboració en directe amb Argentina.
Durant l'any 2015 presenta el programa de TV3 Catalunya Experience, on acompanya diverses persones estrangeres a conèixer racons de Catalunya, del qual se n'estan rodant els episodis de la segona temporada.

## Trajectòria

### Cinema
- Veritas com Laura, dir. Jesús Llungueres (Catalunya, 2013)
- La veritable revolució com a Savina, dir. Pablo Solá (Espanya, 2012)
- Transgression com Tanya, dir. Enric Alberich (Itàlia-Canadà-Espanya, 2011)
- Bucle com a jovençana, dir. Héctor Zerkovitz (Espanya, 2010)
- Buried com Pamela Lutti, dir. Rodrigo Cortés (Espanya, 2009)
- The night of the sinner com Rebecca, dir. Alessandro Perrella (Itàlia-Espanya 2009)
- Set passos i mitjà com a secretària, dir. Lalo García (Espanya 2008)
- Laura en el llit com Laura, dir. Daniel Sesé (Espanya 2008)
- Reflections com Paz, dir. Brian Goeres (US-Espanya 2008)
- Tel com a noia, dir. Marc Giralt (Espanya 2008)
- Guadalupe com Mercedes, dir. Santiago Parra (Mèxic-Espanya 2007)
- A tooth for an eye com Melissa, dir. Eivind Holmboe (Espanya 2007)
- A tangle of yarn com romantic girl, dir. Bruce Thomas (UK-Espanya 2006)
- Imatges d'un réflex com ella, dir. Marius Rubió (Espanya 2006)
- Claudia com Claudia, dir. Antonio Maldonado (Espanya 2006)

### Televisió
- Gran Nord, com Tanja (2012-2013)
- El Criminal, com Ileana (2011)
- Bandolera, com Lola (2011)
- Los misterios de Laura, com Malena (2010)
- Dirígeme, el rescate, com Laura (2009)
- Més dinamita, diversos personatges (2009)
- Infidels, com Carlota Vallbona (2009)
- Vinagre, com a amant (2008)
- Ventdelplà, com Nicole (2007-2008)
- El mundo de Chema, com a secretària (2007)
- Tirando a dar, com a noia boja (2007)
- Porca misèria, com a periodista (2007)
- El cor de la ciutat, diversos personatges (2006)
- Catalunya Experience, com a presentadora (2015-2016)

Teatre
- La vida és Calderón, adaptació de textos de Calderón de la Barca, dirigida per Francesc Cerro (2012)
- Blau de Chartres, de Noëlle Renaude, dirigida per Francesc Cerro (2010)
- Urbs, de Jesús Rodríguez Picó, dirigida per Frederic Miralda (2009)
- Carta d'una desconeguda, de Stefan Zweig, dirigida per Fernando Bernués (2007-2008)
- Volpone, de Ben Jonson, dirigida per Pep pla (2006)
- Lost, de Roger Ribó, dirigida per Natividad Expósito (2005)